# Agrilus nokrek
Agrilus nokrek es una especie de insecto del género Agrilus, familia Buprestidae, orden Coleoptera.
Fue descrita científicamente por Jendek, en 2007.